# Conselho Indigenista Missionário
O Conselho Indigenista Missionário (abreviado CIMI) é um órgão indigenista cristão criado em 1972 pela Conferência Nacional dos Bispos do Brasil (CNBB), com os objetivos de lutar pelo direito e autonomia dos indígenas através de projetos pluriétnicos e, de organizar com os indígenas o trabalho da Igreja Católica no Brasil. Criado após encontros de missionários sobre a grave situação indígena durante a ditadura militar brasileira.

## História
Foi criado pela CNBB no ano de 1972 com o objetivo de lutar pelo direito à diversidade cultural dos povos indígenas, quando o regime militar no Brasil iniciou o projeto desenvolvimentista, controlando/reprimindo com rigor as organizações de sociedade civil e a possível eliminação dos povos indígenas. Pois a Igreja é que foi possível fazer críticas ao governo e aos seus órgãos de repressão.
Atualmente busca fortalecer a autonomia destes povos na construção de projetos alternativos, pluriétnicos, populares e democráticos frente ao desrespeito a seus direitos e à tentativa de integração destes povos à sociedade majoritária.

## Integrantes
O Cimi conta atualmente com aproximadamente 418 missionários leigos e religiosos, compondo 114 equipes de área localizadas em várias regiões do país.
Através do Secretariado Nacional e dos secretariados regionais, o Cimi oferece aos missionários, índios e suas organizações apoio e assessoria nas áreas jurídica, teológica, antropológica, de comunicação, formação, educação, saúde e documentação.  
São membros do Cimi:
- os leigos e religiosos que atuam de forma direta junto aos povos indígenas;
- os bispos em cujas dioceses ou prelazias haja comunidade indígena;
- os superiores religiosos dos missionários que trabalham junto aos índios;
- o bispo responsável pela linha missionária da CNBB.

A atuação do Cimi se dá nas estruturas da Igreja, do  Estado e da sociedade, no intuito de unificar a ação missionária junto aos índios, intervir nas ações do Legislativo, Executivo e Judiciário que atinjam os interesses dos índios e estimular os diversos setores sociais para que se solidarizem com a causa indígena.
O Cimi publica os periódicos  Porantim, especializado na questão indígena, e o Boletim Mundo, editado em quatro idiomas (espanhol, português, inglês e italiano).

## Princípios
Os princípios que fundamentam a ação do Cimi são:
- O respeito a alteridade indígena em sua pluralidade étnico-cultural e histórica e a valorização dos conhecimentos tradicionais dos povos indígenas;
- O protagonismo dos povos indígenas sendo o Cimi um aliado nas lutas pela garantia dos direitos históricos;
- A opção e o compromisso com a causa indígena dentro de uma perspectiva mais ampla de uma sociedade democrática, justa, solidária, pluriétnica e pluricultural.

## Objetivos
O objetivo geral da atuação do Cimi foi assim definido pela Assembléia Nacional de 1995: 
Impulsionados(as) por nossa fé no Evangelho da vida, justiça e solidariedade e frente às agressões do modelo neoliberal, decidimos intensificar a presença e apoio junto às comunidades, povos e organizações indígenas e intervir na sociedade brasileira como aliados (as) dos povos indígenas, fortalecendo o processo de autonomia desses povos na construção de um projeto alternativo, pluriétnico, popular e democrático.
Esse objetivo geral se desdobra nos seguintes objetivos específicos:
1. Articular, animar e assessorar a ação dos (das) missionários(as) junto aos povos indígenas, valorizando os seus projetos históricos, através do diálogo inter-religioso e inter-cultural e do processo de inculturação;
2. Testemunhar a Boa Nova de Jesus Cristo, portador de vida plena para todos, e anunciar, em linguagem inculturada, os valores do Evangelho, como a justiça, a solidariedade, a promoção da paz e da concórdia, entre outros, como expressão da missão servidora da Igreja;
3. Conhecer e respeitar os direitos e as culturas dos povos indígenas;
4. Comprometer-se com o protagonismo e a autonomia dos povos indígenas;
5. Assistir e assessorar os povos indígenas e suas organizações, em suas necessidades e em seus processos educativos, de forma específica, integral e articulada;
6. Buscar, em espírito de ecumenismo, a colaboração com as missões de outras denominações cristãs e de outros credos, abertos ao diálogo inter-religioso e intercultural;
7. Manter a atitude profética na defesa dos povos indígenas;
8. Promover a formação permanente, integral e específica dos(as) missionários(as);
9. Providenciar assessoria técnica e jurídica aos povos indígenas, na defesa dos seus direitos e do patrimônio indígena;
10. Promover, na opinião pública, um maior conhecimento da realidade dos povos indígenas;
11. Planejar e realizar encontros e estudos de Pastoral Indigenista e sobre a realidade dos povos indígenas;
12. Colaborar com a Comissão Episcopal Pastoral para ação Missionária e a cooperação intereclesial, assim como com organismos similares das Igrejas Irmãs do Continente, na análise e formulação das orientações da Pastoral Indigenista, no relacionamento com os povos indígenas e no aprofundamento da natureza missionária da Igreja;
13. Proteger o meio ambiente, o consumidor, o patrimônio público e social, artístico, estético e histórico, bem como outros interesses difusos e coletivos.

## Dimensões de atuação
- Terra -   apoio à luta dos povos e comunidades indígenas pela recuperação, demarcação e garantia da integralidade de seus territórios.
- Movimento indígena -  participação nas lutas do movimento indígena, informando, discutindo possibilidades e caminhos e apoiando as suas iniciativas.
- Alianças -  estabelecimento de alianças com setores da sociedade civil, organizações latino-americanas, grupos e entidades de solidariedade e cooperação internacional no sentido de assegurar aos povos indígenas as condições  para a conquista de sua autonomia.
- Formação a serviço da autonomia dos povos indígenas
- Educação, saúde e auto-sustentação -  reconhecimento e valorização das formas próprias de cada povo indígena conceber e construir sua vida, promovendo ações diferenciadas de atendimento à saúde, escolas específicas e propostas auto-sustentáveis, tanto nas aldeias quanto nas esferas do poder público.
- Diálogo intercultural e inter-religioso -  estabelecimento de um diálogo mutuamente respeitoso pelas diversas concepções do sagrado, da origem e do sentido da vida humana, valorizando as múltiplas formas de ritualizar a fé e alimentar as próprias crenças.
- Índios na cidade - estabelecimento de um diálogo sistemático com as famílias e povos indígenas que  migram para os centros urbanos visando garantir os seus direitos e articular suas lutas à questão indígena mais ampla.[5]

## Atual administração
Compõem a administração do Conselho Indigenista Missionário, após a XXV Assembleia Geral:
- Presidente: Leonardo Ulrich Steiner, O.F.M.
- Vice-presidente: Alcilene Bezerra da Silva
- Secretário executivo: Luis Ventura Fernández